# George Washington Carver
 (mars 2019).
Pour les articles homonymes, voir Carver.
Cet article possède un paronyme, voir George Washington (homonymie).
George Washington Carver, né au début des années 1860 dans la condition d'esclave, dans une plantation proche de Diamond Grove, Missouri, et mort le 5 janvier 1943 à Tuskegee, Alabama, est un botaniste, agronome et inventeur américain. Il a été professeur à l'Institut de Tuskegee, où il a développé des techniques pour prévenir l'épuisement des sols dégradés par la culture intensive du coton dans le Sud des États-Unis.

## Biographie

### Jeunesse et formation

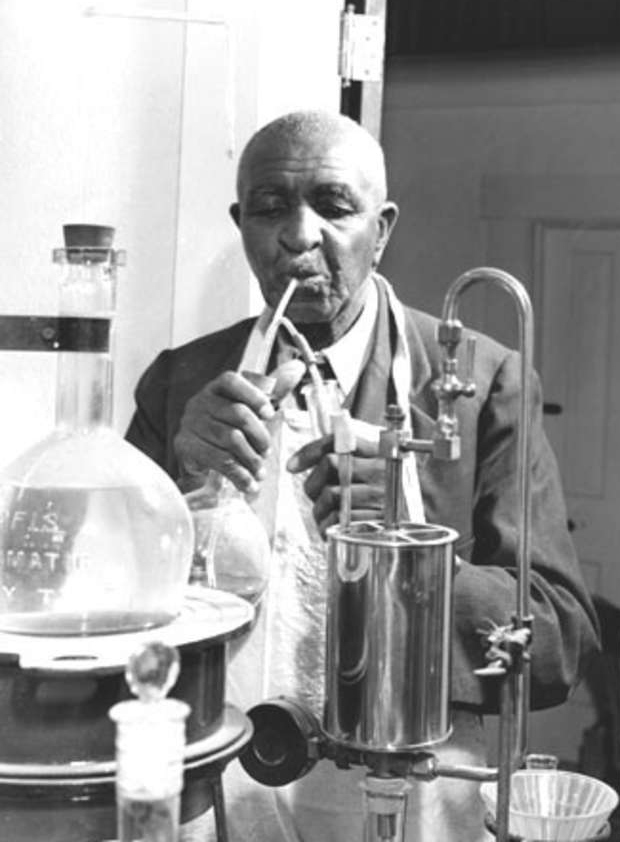
George Washington Carver dans son laboratoire.

George Washington Carver naît esclave probablement au cours de l'année 1861, date communément retenue faute de pièce d'état civil, de façon prudente, puisque d'autres sources citent 1864 ou 1865. Il est le fils d'une esclave, Mary, et d'un père inconnu appartenant à Moses et Susan Carver, qui possèdent également sa mère et son frère James,,. Son père hypothétique meurt dans un accident lorsqu'il était encore en bas âge. George et sa mère sont enlevés par des voleurs confédérés pour être revendus dans l'Arkansas. Moses Carver charge John Bentley de les retrouver et les ramener. George est retrouvé, moribond, mais sa mère, Mary, a déjà été revendue. Bentley ramène l'enfant à son propriétaire, qui le récompense par son meilleur cheval de course. Mais George contracte une maladie respiratoire chronique dont il souffrira toute sa vie. Du fait de sa faible constitution, il ne peut pas travailler dans les champs, et passe alors son temps à parcourir la campagne et à dessiner les plantes sauvages. La connaissance qu'il acquiert des végétaux lui vaut une certaine réputation et les voisins de son propriétaire le dénomment le docteur des plantes.
Un jour, un de ses voisins l'appelle à l'aide. Après avoir résolu le problème, George entre dans la cuisine de l'agriculteur, patientant pour recevoir sa récompense. Il découvre alors au mur quelque chose qu'il n'avait jamais vu : des peintures de fleurs. Il décide alors de se consacrer tout autant à la vocation d'artiste qu'à la botanique.
Après l'abolition de l'esclavage, Carver et sa femme adoptent George et son frère. Ils encouragent le jeune garçon à poursuivre sa formation intellectuelle. À l'âge de 12 ans, il décide de quitter la famille Carver, à leur grand désespoir. Prenant en main son éducation, sa première destination est une école située dans une autre ville, mais, lorsqu'il l'atteint, celle-ci est fermée pour la nuit. Le matin suivant, après avoir dormi dans une grange voisine, il rencontre une femme qui a une pièce à louer. Il se présente comme Carver's George (le George de Carver), nom qu'il a porté toute sa vie. La femme lui répond qu'il s'appellera dorénavant George Carver. Elle lui propose un marché : être payé pour faire la cuisine, tout en ayant le droit d'aller à l'école. Dormant sur les marches du porche de la maison, il économise de l'argent pour pouvoir acheter une cabane. Mais il quitte brutalement la ville après le lynchage d'un noir, événement qui le marquera toute sa vie.
Il obtient un diplôme dans une école secondaire de Minneapolis, au Kansas. En 1887, il est admis au Simpson College à Indianola, Iowa. Il excelle en art et en musique, mais aussi dans des domaines scientifiques comme la botanique et l'horticulture. Le père de sa professeur d'art, Etta Budd, directeur du département d'horticulture de l'Iowa State College, découvre les talents de Carver dans ce domaine. Budd, conscient des difficultés que peut rencontrer un artiste afro-américain, le convainc de poursuivre une carrière plus pragmatique en agronomie. Il devient, en 1891, le premier Noir américain à entrer à l'Iowa State College of Agriculture and Mechanic Arts, aujourd'hui connu comme l'université d'État d'Iowa (Iowa State University). Pour éviter d'être confondu avec un autre George Carver qui se trouve dans sa classe, il commence à utiliser le nom de George Washington Carver. Investi et déterminé, Carver s'implique bientôt dans tous les aspects de la vie du campus. Il dirige ainsi le club de débat de l'école, travaillant aussi à la cantine et comme entraîneur sportif. Il obtient le rang de capitaine, le plus haut rang scolaire dans le régiment du campus. Ses poèmes sont publiés dans le journal de l'école et deux de ses peintures sont exposées à l'exposition mondiale de Chicago de 1893. Ses professeurs Joseph Budd et Louis Pammel l'encouragent à poursuivre ses études après l'obtention de son baccalauréat universitaire (licence) en 1894. Grâce à sa grande connaissance de la culture des végétaux, Carver est embauché par la faculté, devenant le premier Noir américain membre du corps professoral d'une université dans l'Iowa.

### Carrière
Durant les deux années suivantes, comme assistant botaniste à la station expérimentale de l'école, George Washington Carver développe ses compétences scientifiques en pathologie végétale. Il publie plusieurs articles qui le font connaître à la communauté scientifique. En 1896, il obtient sa maîtrise avant d'être embauché par l'Institut Tuskegee en Alabama, à la demande de Booker T. Washington (1856-1915), spécialisé en botanique. Il devient directeur de recherche.
Il intervient notamment auprès des fermiers du sud des États-Unis, région où la culture répétée du coton a épuisé les sols. Il préconise l'utilisation d'un complément azoté avec la culture de légumineuses, comme les arachides. Ainsi, la récolte de coton est améliorée et les nouvelles cultures permettent d'améliorer les revenus des agriculteurs. Il développe un système de formation agricole en Alabama ainsi qu'un laboratoire de recherche.
Pour améliorer la commercialisation de ces nouvelles cultures, George Washington Carver diversifie leurs usages ; ainsi l'arachide connaît 300 utilisations différentes, allant de la colle à l'encre d'imprimerie, mais il n'est pas l'inventeur du beurre de cacahuètes contrairement à ce que rapporte une légende. De même, il s'intéresse à l'utilisation de la patate douce et de la noix de pécan.

### Mort
George Washington Carver meurt le 5 janvier 1943 des suites d'une chute dans un escalier.

## Postérité

### Œuvres
- (en-US) How to grow the peanut : and 105 ways of preparing it for human consumption, Tuskegee Normal and Industrial Institute, 1917, 34 p. (lire en ligne)

### Prix et distinctions
- 1923 : récipiendaire de la médaille Spingarn, décernée par la National Association for the Advancement of Colored People.

### Reconnaissance
Même si les travaux agronomiques de George Washington Carver ne sont pas très connus, il est l'un des Noirs américains les plus célèbres des États-Unis. Il rencontre Theodore Roosevelt à l'occasion des funérailles de Booker T. Washington en 1915. Les producteurs d'arachide le chargent de représenter leurs intérêts devant le Congrès américain.
Il est pris comme symbole par diverses organisations luttant contre la ségrégation. Franklin Delano Roosevelt donne 30 000 dollars pour la construction d'un monument national afin d'honorer l'apport de George Washington Carver à la nation et au monde.

### Honneurs
George Washington Carver apparaît sur un timbre postal émis par les États-Unis en 1947 puis en 1998. Il est aussi figuré sur une pièce de monnaie commémorative d'un demi-dollar en 1953. Un sous-marin, l'USS George Washington Carver (SSBN-656), lui est dédié.
En 1977, un buste en bronze du Dr Carter est intronisé au Hall of Fame for Great Americans après une cérémonie à l'université Tuskegee.

### Dans la culture populaire
- George Washington Carver joue un rôle clé dans l'épisode 13 de la saison 3 d'American Dad! « C'est la faute à Fonda » (« Noir Complot »).
- George Washington Carver fait partie de la liste de personnalités historiques clonées dans la série animée Clone High.